# AINOU
『AINOU』は、日本のシンガーソングライターである中村佳穂の2ndアルバム。2018年11月7日に、自主レーベル・AINOUよりリリースされた。
ハイブリッドで先鋭的な音楽性を内包した本作は、メディアやリスナーから絶賛を持って迎えられ、「APPLE VINEGAR - Music Award -」では2018年度の大賞を受賞。雑誌『ミュージック・マガジン』の特集「2010年代の邦楽アルバム・ベスト100」では第9位に選出された。

## 背景と制作
中村佳穂は、2018年8月3日に大阪で行われた自身のフロアライブ「Kaho Nakamura presents. pray play for U」にて、ニューアルバム「AINOU」を11月7日に発売し、同名のレーベルをSPACE SHOWER MUSIC内に立ち上げることを報告した。
アルバム制作には、レミ街の荒木正比呂（Key.） と深谷彩（Vo.）が大きな役割を果たしている。中村は彼らの音楽について「作りはビート・ミュージックなのに、無機質な歌声がそこに乗ることで流動的に聴こえる。そこが不思議」と語っており、今回の共同制作については「そんな彼らに私のことを紐解いてもらいたかった。一緒にやることで希望が見出せそうな気がしたんです。」と述べている。
制作は約2年に渡って行われ、結果的にリリースまでは制作開始から約2年半の期間を要している。サポートメンバーも別の仕事で生計を立てていたため、「月に何回か、この日に会おうというやり方」だった。また、「バンドとしてお互いの理解を深め、それをブラッシュアップさせていくためにどうするべきなのか」を考えた結果、三重県で合宿を行ったという。アルバム制作には上述の2人に加えて、シンガー/トラックメイカーのMASAHIRO KITAGAWAとギタリストの西田修太が参加しており、この4人で「中村佳穂Band」という名義が用いられている。制作の序盤は「なかなか形にならないまま、集まっては解散するというのを1年以上続けていた」といい、「1週間くらい作業したのに、本当に少しのメロディーを持ち帰るだけのような日々」というタフな作業だった。2018年6月にレコーディングを行う直前まで作り続けていたといい、合宿も数えられないほど積み重ねていたという。

## 音楽性
本作は、モダンR&Bの先鋭性をまとったビート感とエレクトロニカ的な精緻きわまるプロダクションを融合させたサウンド、それらの音世界を自在に飛翔してく歌声とメロディーを最大の特徴としている。ジャズ評論家の柳樂光隆は、本作の音楽性に関して「ネオ・ソウル以降のジャズやフューチャー・ソウル、ジェイムス・ブレイク以降のボーカルの加工、トラップ以降のラップにも通じるリズムを取り入れた歌、プログレッシブな南米音楽、クロスリズム、ここ5年くらいの音楽シーンのトピックがひたすら詰まっている。」と指摘している。音楽ライターの松永良平は、「ポップスともジャズとも判然とさせないまま音をかきまぜ、ときにうつくしく、ときに荒っぽく音楽を乗りこなしてゆく」と語り、中村の音楽について、「表現としての突破力は奔放で強く、音楽の性根もとても誠実。そういう意味での彼女の先達として僕は、ある時期の矢野顕子を思い浮かべもする。」と述べている。タワーレコードは、本作に関して、シティ・ポップ的なアプローチからファンク、クラシカル、エレクトロなど、想像以上の縦横無尽のポップス性と多面的な奥深さを持っている。」と指摘。また、「鍵盤を踊るようにたたきメロディにのせてアドリブでその場の空気に合わせ歌うパフォーマンスはポスト矢野顕子といっても過言ではない。」としている。

## 評価
本作は、メディアやリスナーから絶賛をもって迎えられ、またアルバムとその収録曲には、水野良樹、tofubeats、米津玄師、mabanua、蔦谷好位置といった同業者から称賛が寄せられた。また本作は、新進気鋭のミュージシャンが発表したアルバムに贈る作品賞「APPLE VINEGAR - Music Award -」にて、大賞を受賞した。また、『ミュージック・マガジン』2021年3月号掲載の「特集 [決定版] 2010年代の邦楽アルバム・ベスト100」では、第9位に選ばれている。

### 批評
- 音楽評論家の柴那典は、本作を絶賛。「何がすごいって、歌とリズムの関係だと思う。」と語り、「自由に跳ね回る身体の躍動の表出としての歌があって、それを従来のポップソングの枠組みに収めない楽曲の構築があって、結果としてそれが「なんだかようわからんけど気持ちいい！」というポップスの快楽に結びついている。」と指摘。「音楽的な文脈で語るならば、現代ジャズとアフロポップとラップミュージック、そこで繰り広げられているクロスリズムやフロウのイノベーションとの共振もあるはず。でも、最終的には、やはり頭でっかちでないところがすごくいい。」と述べた[2]。
- 上述の松永は、本アルバムのハイブリッド性を指摘している。本作とリリース時期が近く、なおかつ相通じる部分も濃厚だった折坂悠太『平成』や千紗子と純太『千紗子と純太と君』、さらにはcero『POLY LIFE MULTI SOUL』や宇多田ヒカル『初恋』を挙げ、本作を含むこれらの作品に「〈現代の日本〉みたいな記号で変に薄められることのない、自分が生まれ育った場所に植わった素のままの日本語によるポップ表現の持つ可能性」を見出している。また、「音楽的にも文化的にもハイブリッド（混血）という前提を飲み込んだ場所から生まれた、このうえもなくサラブレッド（自分そのもの）な音楽なのだと思う。こういう作品が今年（2018年に) 出揃っていたことは、あとになって単なる偶然じゃなかったと思い返すのかもしれない。」と語った[1]。
- ライターの金子厚武は中村の音楽に、宇多田ヒカルに通じる「突き抜けたポピュラリティ」を感じているという。そして、「男性のソロシンガーにも目を向けると、宇多田がプロデュースした小袋成彬のアーバン感とエモーション、同じく宇多田が賛辞を寄せた折坂悠太のプリミティブな土着性、この両方を兼ね備えていることが、シンガーとしての中村の魅力ではないか」と語っている[15]。

## 収録曲
| #         | タイトル           | 作詞                 | 作曲                     | 編曲                 |      |
| --------- | ------------------ | -------------------- | ------------------------ | -------------------- | ---- |
| 1.        | 「You may they」   | 中村佳穂             | 中村佳穂・荒木正比呂     | 荒木正比呂           |      |
| 2.        | 「GUM」            | 中村佳穂・munero     | 中村佳穂・荒木正比呂     | 荒木正比呂           |      |
| 3.        | 「きっとね!」      | 中村佳穂             | 荒木正比呂               | 中村佳穂Band         |      |
| 4.        | 「FoolFor日記」    | 中村佳穂             | 中村佳穂・荒木正比呂     | 荒木正比呂           |      |
| 5.        | 「永い言い訳」     | 中村佳穂             | 中村佳穂                 | 中村佳穂             |      |
| 6.        | 「intro」          | 中村佳穂             | 中村佳穂                 | 中村佳穂             |      |
| 7.        | 「SHE'S GONE」     | 中村佳穂             | 中村佳穂・荒木正比呂     | 中村佳穂Band         |      |
| 8.        | 「get back」       | 中村佳穂             | 中村佳穂                 | MASAHIRO KITAGAWA    |      |
| 9.        | 「アイアム主人公」 | 中村佳穂             | 中村佳穂                 | 中村佳穂・荒木正比呂 |      |
| 10.       | 「忘れっぽい天使」 | 中村佳穂             | 中村佳穂                 | 中村佳穂             |      |
| 11.       | 「そのいのち」     | 中村佳穂・荒木正比呂 | 中村佳穂                 | 中村佳穂Band         |      |
| 12.       | 「AINOU」          | 中村佳穂・ASAYAKE 01 | ASAYAKE 01・中村佳穂Band | 中村佳穂Band         |      |
| 合計時間: | 合計時間:          | 合計時間:            | 合計時間:                | 合計時間:            | 0:00 |